# Зірки олімпійської регати
«Зірки олімпійської регати» («Olümpiaregati tähed») — радянський музичний телефільм 1980 року, знятий режисером Лео Карпіним на студії «Eesti Telefilm».

## Сюжет
Влітку 1980 року Таллінн приймав яхтсменів — учасників змагань XXII Літніх Олімпійських ігор. Змагання пройшли в новому Олімпійському центрі вітрильного спорту в Пірита, спеціально побудованому до такої визначної події. У рамках культурної програми в олімпійський Таллінн висадився великий десант артистів естради з союзних республік та соціалістичних країн. Фільм-концерт «Зірки олімпійської регати» — музичний подарунок артистів спортсменам, уболівальникам та всім жителям прибалтійської республіки.

## У ролях
- Тиніс Мяґі — камео
- Мариля Родович — камео
- Яак Йоала — камео
- Каті Ковач — камео
- Роза Римбаєва — камео
- Івіца Шерфезі — камео
- Софія Ротару — камео
- Світлана Кваша — камео
- Валентин Манохін — камео
- Панайот Панайотов — камео
- Моніка Аспелунд — камео
- Ігор Іванов — камео
- Іво Лінна — камео
- Мірдза Зівере — камео
- Гуннар Розенберг — камео
- Валерій Леонтьєв — камео
- Іржі Корн — камео
- Біруте Петрікіте — камео
- Елонна Спрійт — камео
- Олександр Булдаков — камео

## Знімальна група
- Режисер — Лео Карпін
- Оператори — Антон Мутт, Пееп Лаансалу, Хейно Веске